# Rivers of Babylon
"Rivers of Babylon" er en rastafarisang fra 1970 skrevet af Brent Down og Trevor McNaughton fra gruppen The Melodians og indspillet af denne gruppe samme år. Teksten er hentet fra Salmernes Bog, kapitel 19 og 137 i Bibelen. Sangen var ikke umiddelbart nogen stor succes, men den blev kendt af et større publikum, da den originale indspilning optrådte i filmen The Harder They Come fra 1972.
I 1978 blev sangen indspillet af gruppen Boney M, først som en single, sammen med hittet "Brown Girl in the Ring", senere på albummet Nightflight to Venus, hvor også hits som "Rasputin" og "Painter Man" var på. "Rivers of Babylon" blev et stort hit for gruppen og kom på førstepladsen i flere europæiske lande, og sangen nåede højere på de amerikanske hitlister (30. pladsen) end nogen af deres sange før havde nået.
 Der er for få eller ingen kildehenvisninger i denne artikel, hvilket er et problem. Du kan hjælpe ved at angive troværdige kilder til de påstande, som fremføres i artiklen.